# Gnaphosa ketmer
Gnaphosa ketmer är en spindelart som beskrevs av Tatiana Konstantinovna Tuneva 2005. Gnaphosa ketmer ingår i släktet Gnaphosa och familjen plattbuksspindlar.
Artens utbredningsområde är Kazakstan. Inga underarter finns listade i Catalogue of Life.